# 王承 (梁)
王 承（おう しょう、生没年不詳）は、南朝梁の官僚・儒学者。字は安期。本貫は琅邪郡臨沂県。

## 経歴
王暕の子として生まれた。7歳で『周易』に通じ、国子生に選抜された。15歳で、射策に及第し、秘書郎に任じられた。太子舎人・南康王文学・邵陵王友・太子中舎人を歴任した。普通4年（523年）、父が死去したため、職を辞して喪に服した。喪が明けると、再び太子中舎人となった。中書侍郎と黄門侍郎を歴任し、国子博士を兼ねた。当時の貴族たちのあいだでは文学が重んじられて、経学を学ぶ者も少なく、王承はひとりこれを好んで発言したため、儒者とみなされるようになった。国子学においては、『礼記』や『易経』の解釈を諸生に教えた。中大通5年（533年）、長兼侍中に転じ、まもなく国子祭酒に転じた。王承の祖父の王倹や父の王暕も国子祭酒の地位にあったことから、三代にわたって国師となったということで、前代未聞のこととして当時に栄誉とされた。長らくを経て、戎昭将軍・東陽郡太守として出向した。任期の終わらないうちに、郡で死去した。享年は41。諡は章子といった。

## 伝記資料
- 『梁書』巻41 列伝第35
- 『南史』巻22 列伝第12